# Gran Premio de Fráncfort 2019
La 57.ª edición de la clásica ciclista Gran Premio de Fráncfort (nombre oficial en alemán: Eschborn-Frankfurt der Radklassiker) fue una carrera en Alemania que se celebró el 1 de mayo de 2019 con inicio en la ciudad de Eschborn y final en la ciudad de Fráncfort del Meno sobre un recorrido de 187,5 kilómetros.
La carrera formó parte del UCI WorldTour 2019, siendo la vigésima segunda competición del calendario de máxima categoría mundial. El vencedor fue el alemán Pascal Ackermann del Bora-Hansgrohe seguido del también alemán John Degenkolb del Trek-Segafredo y el noruego Alexander Kristoff del UAE Emirates.

## Recorrido
El recorrido es un poco similar a la edición anterior con salida en la ciudad de Eschborn y llegada en la ciudad de Fráncfort del Meno sobre un recorrido de 187,5 kilómetros, donde sé incluyó el paso por 10 cotas y más de 3.222 metros de desnivel acumulado, retomando algunas de las escaladas históricas de la carrera como la ascensión al cerro de Ruppertshain con 1,3 kilómetros de longitud y 6,7% de desnivel donde los ciclistas tienen que pasar tres veces, asimismo la cota de Billtalhöhe regresa después de 7 años de ausencia y donde se subirá dos veces con 3,5 kilómetros de longitud y 8,4% de desnivel. Otras cotas representativas también forman parte de la carrera como el ascenso al Feldberg de 10,8 kilómetros de longitud y 5% de desnivel, y por último la super cota Mammolshain con 1 kilómetro durísimo al 23% de desnivel máximo, donde los ciclistas suben cuatro veces, lo que a menudo desempeña un papel decisivo en la carrera.

## Equipos participantes
Tomaron parte en la carrera 22 equipos: 12 de categoría UCI WorldTeam; y 10 de categoría Profesional Continental. Formando así un pelotón de 153 ciclistas de los que acabaron 93. Los equipos participantes fueron:
| WorldTeams (12)- AG2R La Mondiale - Astana - Bahrain-Merida - Bora-hansgrohe - CCC Team - EF Education First - Lotto Soudal - Dimension Data - Katusha-Alpecin - Team Sunweb - Trek-Segafredo - UAE Team Emirates Equipos continentales profesionales (10)- Cofidis, Solutions Crédits - Gazprom-RusVelo - Israel Cycling Academy - Neri Sottoli-Selle Italia-KTM - Roompot-Charles - Arkéa-Samsic - Sport Vlaanderen-Baloise - Wallonie Bruxelles - Wanty-Groupe Gobert - Total Direct Énergie |
| |

## Clasificaciones finales
- Las clasificaciones finalizaron de la siguiente forma:[4]

### Clasificación general
| \| Clasificación general \| Clasificación general \| Clasificación general \| Clasificación general \| Clasificación general \| \| Ciclista \| Ciclista \| Equipo \| Tiempo \| \| \| --------------------- \| --------------------- \| ----------------------------- \| --------------------- \| --------------------- \| \| 1.º \| Pascal Ackermann \| Bora-Hansgrohe \| 4 h 23 min 36 s \| \| \| 2.º \| John Degenkolb \| Trek-Segafredo \| + 0 s \| \| \| 3.º \| Alexander Kristoff \| UAE Team Emirates \| + 0 s \| \| \| 4.º \| Davide Cimolai \| Israel Cycling Academy \| + 0 s \| \| \| 5.º \| Hugo Hofstetter \| Cofidis, Solutions Crédits \| + 0 s \| \| \| 6.º \| Baptiste Planckaert \| Wallonie Bruxelles \| + 0 s \| \| \| 7.º \| Davide Gabburo \| Neri Sottoli-Selle Italia-KTM \| + 0 s \| \| \| 8.º \| Lawrence Naesen \| Lotto-Soudal \| + 0 s \| \| \| 9.º \| Marco Haller \| Katusha-Alpecin \| + 0 s \| \| \| 10.º \| Grega Bole \| Bahrain-Merida \| + 0 s \| \| |                     |                               |                 |
| |                     |                               |                 |
| Fuente: ProCyclingStats |                     |                               |                 |
| Clasificación general |                     |                               |                 |
| Ciclista | Ciclista            | Equipo                        | Tiempo          |
| 1.º | Pascal Ackermann    | Bora-Hansgrohe                | 4 h 23 min 36 s |
| 2.º | John Degenkolb      | Trek-Segafredo                | + 0 s           |
| 3.º | Alexander Kristoff  | UAE Team Emirates             | + 0 s           |
| 4.º | Davide Cimolai      | Israel Cycling Academy        | + 0 s           |
| 5.º | Hugo Hofstetter     | Cofidis, Solutions Crédits    | + 0 s           |
| 6.º | Baptiste Planckaert | Wallonie Bruxelles            | + 0 s           |
| 7.º | Davide Gabburo      | Neri Sottoli-Selle Italia-KTM | + 0 s           |
| 8.º | Lawrence Naesen     | Lotto-Soudal                  | + 0 s           |
| 9.º | Marco Haller        | Katusha-Alpecin               | + 0 s           |
| 10.º | Grega Bole          | Bahrain-Merida                | + 0 s           |

## UCI World Ranking
El Gran Premio de Fráncfort otorgó puntos para el UCI World Ranking para corredores de los equipos en las categorías UCI WorldTeam, Profesional Continental y Equipos Continentales. Las siguientes tablas son el baremo de puntuación y los 10 corredores que obtuvieron más puntos:
| Posición   | 1.º | 2.º | 3.º | 4.º | 5.º | 6.º | 7.º | 8.º | 9.º | 10.º | 11.º | 12.º | 13.º | 14.º | 15.º-20.º | 21.º-30.º | 31.º-50.º | 51.º-55.º | 56.º-60.º |
| Puntuación | 300 | 250 | 215 | 175 | 120 | 115 | 95  | 75  | 60  | 50   | 40   | 35   | 30   | 25   | 20        | 12        | 5         | 2         | 1         |

| Clasificación |                     |                               |        |
| Ciclista      | Ciclista            | Equipo                        | Puntos |
| ------------- | ------------------- | ----------------------------- | ------ |
| 1.º           | Pascal Ackermann    | Bora-Hansgrohe                | 300    |
| 2.º           | John Degenkolb      | Trek-Segafredo                | 250    |
| 3.º           | Alexander Kristoff  | UAE Emirates                  | 215    |
| 4.º           | Davide Cimolai      | Israel Cycling Academy        | 175    |
| 5.º           | Hugo Hofstetter     | Cofidis, Solutions Crédits    | 120    |
| 6.º           | Baptiste Planckaert | Wallonie Bruxelles            | 115    |
| 7.º           | Davide Gabburo      | Neri Sottoli-Selle Italia-KTM | 95     |
| 8.º           | Lawrence Naesen     | Lotto Soudal                  | 75     |
| 9.º           | Marco Haller        | Katusha-Alpecin               | 60     |
| 10.º          | Grega Bole          | Bahrain Merida                | 50     |